# 圣米特尔莱朗帕尔
圣米特尔莱朗帕尔（法語：Saint-Mitre-les-Remparts，法語發音：[sɛ̃ mitʁ le ʁɑ̃paʁ]）是法国罗讷河口省的一个市镇，属于伊斯特尔区。

## 地理
圣米特尔莱朗帕尔（43°27'18"N, 5°0'51"E）面积21.02 平方千米，位于法国普罗旺斯-阿尔卑斯-蓝色海岸大区罗讷河口省，该省份为法国东南部沿海省份，北起沃克吕兹省，西接加尔省，南濒地中海，东临瓦尔省。
与圣米特尔莱朗帕尔接壤的市镇（或旧市镇、城区）包括：濱海福斯、伊斯特爾、马蒂格、布克港、贝尔莱唐。

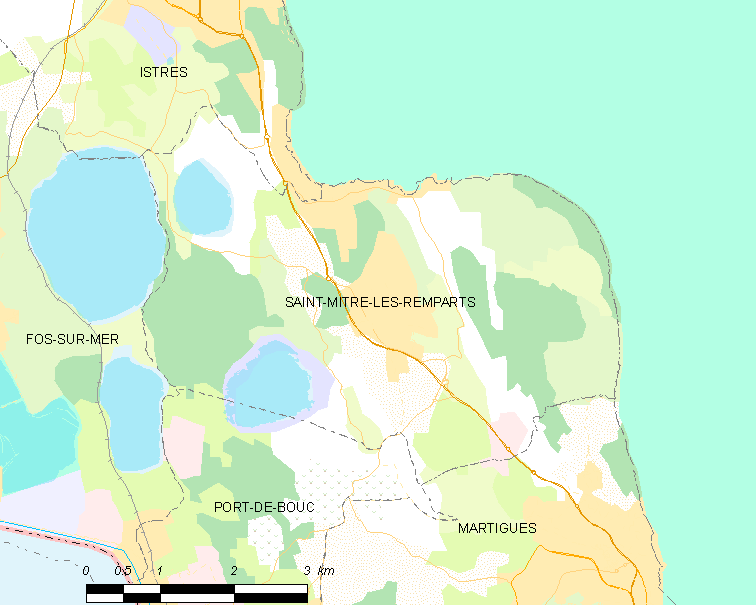
圣米特尔莱朗帕尔的OSM定位图

圣米特尔莱朗帕尔的时区为UTC+01:00、UTC+02:00（夏令时）。

## 行政
圣米特尔莱朗帕尔的邮政编码为13920，INSEE市镇编码为13098。

## 政治
圣米特尔莱朗帕尔所属的省级选区为伊斯特尔县。

## 人口

1962-2008年间圣米特尔莱朗帕尔人口变化图示

圣米特尔莱朗帕尔于2022年1月1日时的人口数量为5996人。